# Архајски период (Грчка)
Архајски период је једно од најзначајнијих раздобља грчке културе, окарактерисан оснивањем градова — полиса, колонизацијом и процватом уметности, занатства и трговине. Дели се на раноархајски (660–580. п. н. е), средњоархајски (580–540. п. н. е) и позноархајски период (540–480 или 460. п. н. е). У уметности је изражен јак утицај источних цивилизација, нарочито Египта, како у архитектури тако и у монументалној скулптури и сликарству на вазама.
Из архајске епохе очуван је велики број храмова, камених и бронзаних статуа, надгробних плоча са рељефима, фигуралних представа са забата и метопа. Пре архајског периода је дуго био заступљен геометријски стил израде.
У архајском периоду вазе престају да се постављају на надгробне споменике и праве се мањег обима него до тад и много јаче су истицане теме и призори који су осликани. То су најчешће били призори из митологије, легенди, али и из живота људи. Архајско сликарство није било ограничено само на вазе, већ је рађено и зидно сликарство и сликарство на плочама. Карактеристична је јасна, равномерна боја, па се самим тим слике нису разликовале од слика на посудама и вазама.